# Zeni Geva
Zeni Geva ist eine japanische Noise-Rock-Band. Sie wurde vom Sänger, Gitarristen und späteren Musikproduzenten KK Null (eigentlich Kazuyuki Kishino) im Jahr 1987 in Tokio als "progressive hardcore trio" gegründet. Die Musik der Band enthält daher neben Elementen verschiedener Metal-Genres auch Anleihen aus Noise-Rock, Progressive Rock und Hardcore Punk.
Der Name der Band setzt sich aus den Worten „Zeni“, einem alten japanischen Wort für „Geld“, und „Geva“, abgeleitet vom deutschen Wort „Gewalt“, zusammen.

## Geschichte
Ihre Studioalben wurden seit 1992 von Steve Albini produziert, so auch das bisher letzte Studioalbum von 2001 namens 10,000 Light Years. Albini wirkte teilweise als Gastmusiker auf den frühen Studioalben und bei Liveauftritten mit und brachte die Band von 1993 bis 1995 bei Jello Biafras Musiklabel Alternative Tentacles unter, wodurch die Band in der Folge größere Aufmerksamkeit in den USA erfuhr.
Nach 2002 widmeten sich die Bandmitglieder verstärkt anderen Projekten. So beschäftigte sich KK Null unter anderem mit elektronischer Musik. 2004 erschien zwar noch das Livealbum Last Nanosecond – Live in Geneva, dieses war jedoch bereits im Jahr 2002 eingespielt worden. Davon abgesehen wurde lediglich die erste CD der Band von 1990, Maximum Money Monster, mit drei zusätzlichen Live-Tracks aus der Entstehungszeit der CD, wiederveröffentlicht; vor 1990 waren lediglich LPs und Musikkassetten erschienen.
Im Jahr 2009 wurde die Band schließlich in der Besetzung von 1990 mit KK Null, Mitsuru Tabata und Tatsuya Yoshida wiederbelebt und tourte durch Japan und Europa. Im folgenden Jahr war dann Alive and Rising (Live) die erste offizielle Veröffentlichung seit dem Album Last Nanosecond, das ebenfalls live im Jahr 2002 eingespielt worden war. Es enthält Material von Konzerten in Kyōto und Kōbe aus dem September 2009. Es war außerdem die erste Platte der Band seit 20 Jahren, die wieder mit dem Gründungsmitglied Tatsuya Yoshida am Schlagzeug eingespielt wurde, der letztmals auf Maximum Money Monster (1990) zu hören war. Yoshida war dann auch für die Abmischung und das Mastering des Aufnahmematerials verantwortlich.
Im April und Mai 2010 befindet sich die Band auf einer Europa-Tournee, mit u. a. vier Auftritten in Deutschland.

## Diskografie

### Alben
- 1987: How to Kill
- 1990: Maximum Money Monster (Re-Released 2007)
- 1991: Total Castration
- 1992: Live in Amerika
- 1993: Desire for Agony
- 1994: Trance Europe Experience Live
- 1995: Freedom Bondage
- 2001: 10,000 Light Years
- 2004: Last Nanosecond – Live in Geneva 2002
- 2010: Alive and Rising (Live)

### EPs und Singles
- 1988: Vast Impotenz
- 1991: Bloodsex/Sweetheart/Honowo
- 1993: Nai-Ha (EP)
- 1993: Disgraceland
- 1993: Autofuck
- 1993: All Right You Little Bastards
- 1993: Disgraceland / Autobody
- 1995: Implosion